# Temporada 2009-10 da LFL
A Temporada 2009-10 da LFL foi a temporada inaugural da Lingerie Football League. A liga foi criada a partir de um conceito chamado Lingerie Bowl, que acontecia durante o intervalo do Super Bowl. Nesta temporada, a liga contou com 10 equipes de várias cidades americanas. O kick-off da temporada aconteceu em 04 de Setembro e culminou na Ligerie Bowl VII em 07 de Fevereiro de 2010. O jogo do campeonato, marcado para coincidir com o Super Bowl XLIV, ocorreu no Seminole Hard Rock Hotel and Casino, em Hollywood, Flórida.  A equipe Los Angeles Temptation, da Conferência Oeste, derrotou o Chicago Bliss, da Conferência Leste, por 27-14.

## Equipes
| Conferência Leste      | Arena e Local                                               |
| ---------------------- | ----------------------------------------------------------- |
| Chicago Bliss          | Sears Centre (Hoffman Estates, Illinois)                    |
| Miami Caliente         | BankAtlantic Center (Sunrise, Flórida)                      |
| New York Majesty       | Sovereign Center (Reading, Pensilvânia)                     |
| Philadelphia Passion   | Sun National Bank Center (Trenton, Nova Jersey)             |
| Tampa Breeze           | St. Pete Times Forum (Tampa, Flórida)                       |
| Conferência Oeste      | Arena e Local                                               |
| Dallas Desire          | QuikTrip Park (Grand Prairie, Texas)                        |
| Denver Dream           | Dick's Sporting Goods Park (Commerce City, Colorado)        |
| Los Angeles Temptation | Los Angeles Memorial Sports Arena (Los Angeles, Califórnia) |
| San Diego Seduction    | San Diego Sports Arena (San Diego, Califórnia)              |
| Seattle Mist           | ShoWare Center (Kent, Washington)                           |

## Schedule
| Data                   | Equipe Visitante       | Equipe da Casa         | Kickoff | Local                             | Placar                     |
| ---------------------- | ---------------------- | ---------------------- | ------- | --------------------------------- | -------------------------- |
| 04 de Setembro de 2009 | Miami Caliente         | Chicago Bliss          | 21h00   | Sears Center                      | Chicago 29 Miami 19        |
| 11 de Setembro de 2009 | San Diego Seduction    | Seattle Mist           | 21h00   | Showare Center                    | Seattle 20 San Diego 6     |
| 18 de Setembro de 2009 | Los Angeles Temptation | Denver Dream           | 21h00   | Dick's Sporting Goods Park        | Los Angeles 26 Denver 19   |
| 25 de Setembro de 2009 | Denver Dream           | Dallas Desire          | 21h00   | QuikTrip Park at Grand Prairie    | Dallas 20 Denver 6         |
| 02 de Outubro de 2009  | Chicago Bliss          | New York Majesty       | 21h00   | Nassau Veterans Memorial Coliseum | Adiado para 20 de Novembro |
| 09 de Outubro de 2009  | Seattle Mist           | Denver Dream           | 21h00   | Dick's Sporting Goods Park        | Seattle 28 Denver 19       |
| 16 de Outubro de 2009  | Dallas Desire          | San Diego Seduction    | 21h00   | San Diego Sports Arena            | Dallas 40 San Diego 6      |
| 23 de Outubro de 2009  | Los Angeles Temptation | Dallas Desire          | 21h00   | QuikTrip Park at Grand Prairie    | Dallas 24 Los Angeles 12   |
| 30 de Outubro de 2009  | Philadelphia Passion   | New York Majesty       | 21h00   | Sovereign Center                  | Philadelphia 40 New York 6 |
| 06 de Novembro de 2009 | Miami Caliente         | Philadelphia Passion   | 21h00   | Sun National Bank Center          | Miami 37 Philadelphia 26   |
| 13 de Novembro de 2009 | New York Majesty       | Miami Caliente         | 21h00   | BankAtlantic Center               | Miami 49 New York 7        |
| 20 de Novembro de 2009 | Chicago Bliss          | New York Majesty       | 21h00   | Sovereign Center                  | NO CONTEST                 |
| 27 de Novembro de 2009 | Seattle Mist           | Los Angeles Temptation | 21h00   | Los Angeles Sports Arena          | Los Angeles 26 Seattle 20  |
| 04 de Dezembro de 2009 | Chicago Bliss          | Tampa Breeze           | 21h00   | St. Pete Times Forum              | Chicago 27 Tampa 18        |
| 11 de Dezembro de 2009 | Tampa Breeze           | Philadelphia Passion   | 21h00   | Sun National Bank Center          | Philadelphia 12 Tampa 6    |
| 18 de Dezembro de 2009 | Philadelphia Passion   | Chicago Bliss          | 21h00   | Sears Center                      | Chicago 46 Philadelphia 19 |
| 25 de Dezembro de 2009 | Bye Week               |                        |         |                                   |                            |
| 01 de Janeiro 2010     | Dallas Desire          | Seattle Mist           | 21h00   | Showare Center                    | Seattle 28 Dallas 12       |
| 08 de Janeiro 2010     | Denver Dream           | San Diego Seduction    | 21h00   | San Diego Sports Arena            | NO CONTEST                 |
| 15 de Janeiro 2010     | New York Majesty       | Tampa Breeze           | 21h00   | St. Pete Times Forum              | Tampa 40 New York 13       |
| 22 de Janeiro 2010     | Tampa Breeze           | Miami Caliente         | 21h00   | BankAtlantic Center               | Tampa 28 Miami 18          |
| 29 de Janeiro 2010     | San Diego Seduction    | Los Angeles Temptation | 21h15   | LA Coliseum                       | Los Angeles 53 San Diego 0 |

## Playoffs
| Data                            | Equipe Visitante            | Equipe da Casa     | Kickoff    | Local                         | Placar                    |
| ------------------------------- | --------------------------- | ------------------ | ---------- | ----------------------------- | ------------------------- |
| Campeonato da Conferência Leste |                             |                    |            |                               |                           |
| 04 de Fevereiro de 2010         | Los Angeles Temptation (2)  | Dallas Desire (1)  | 21h00      | Seminole Hard Rock Live Arena | Los Angeles 20 Dallas 14  |
| Campeonato da Conferência Oeste |                             |                    |            |                               |                           |
| 04 de Fevereiro de 2010         | Miami Caliente (2)          | Chicago Bliss (1)  | 23h00      | Seminole Hard Rock Live Arena | Chicago 20 Miami 7        |
| Lingerie Bowl VII               |                             |                    |            |                               |                           |
| 06 de Fevereiro de 2010         | Los Angeles Temptation (W2) | Chicago Bliss (E1) | 9:00 PM ET | Seminole Hard Rock Live Arena | Los Angeles 27 Chicago 14 |

## Classificação
V = Vitórias, D = Derrotas, E = Empates, PCT = porcentagem de vitórias, PF= Pontos feitos, PS = Pontos sofridos, S = Saldo de pontos

### Conferência Leste
| Equipe                 | V | D | E | PCT   | PF  | PS | S   |
| ---------------------- | - | - | - | ----- | --- | -- | --- |
| * Chicago Bliss        | 3 | 0 | 0 | 1.000 | 102 | 56 | 56  |
| * Miami Caliente       | 2 | 2 | 0 | .500  | 105 | 62 | 43  |
| ^ Tampa Breeze         | 2 | 2 | 0 | .000  | 24  | 39 | -15 |
| ^ Philadelphia Passion | 2 | 2 | 0 | .500  | 78  | 49 | 29  |
| ^ New York Majesty     | 0 | 3 | 0 | .000  | 6   | 40 | -34 |

### Conferência Oeste
| Equipe                   | V | D | E | PCT  | PF | PS | S   |
| ------------------------ | - | - | - | ---- | -- | -- | --- |
| * Dallas Desire          | 3 | 1 | 0 | .750 | 84 | 24 | 60  |
| * Los Angeles Temptation | 3 | 1 | 0 | .750 | 64 | 63 | 1   |
| ^ Seattle Mist           | 3 | 1 | 0 | .750 | 68 | 51 | 17  |
| ^ San Diego Seduction    | 0 | 3 | 0 | .000 | 12 | 60 | -48 |
| ^ Denver Dream           | 0 | 3 | 0 | .000 | 44 | 74 | -30 |

 *  - alcançaram os playoffs   ^  - eliminados dos playoffs

## Prêmios
MVP da Liga
- Gabrielle Marie, Dallas Desire

Jogadora Ofensiva do Ano
- Saran Dunmore, Chicago Bliss

Jogadora Defensiva do Ano
- Elizabeth Gorman, Tampa Breeze

Técnico do Ano
- Antuan Edwards, Dallas Desire

Prêmio Mortaza
- Erin Marie Garrett, Dallas Desire

Jogadora Mais Aperfeiçoada
- Riley Maddex, Los Angeles Temptation